# Fort Rheineck

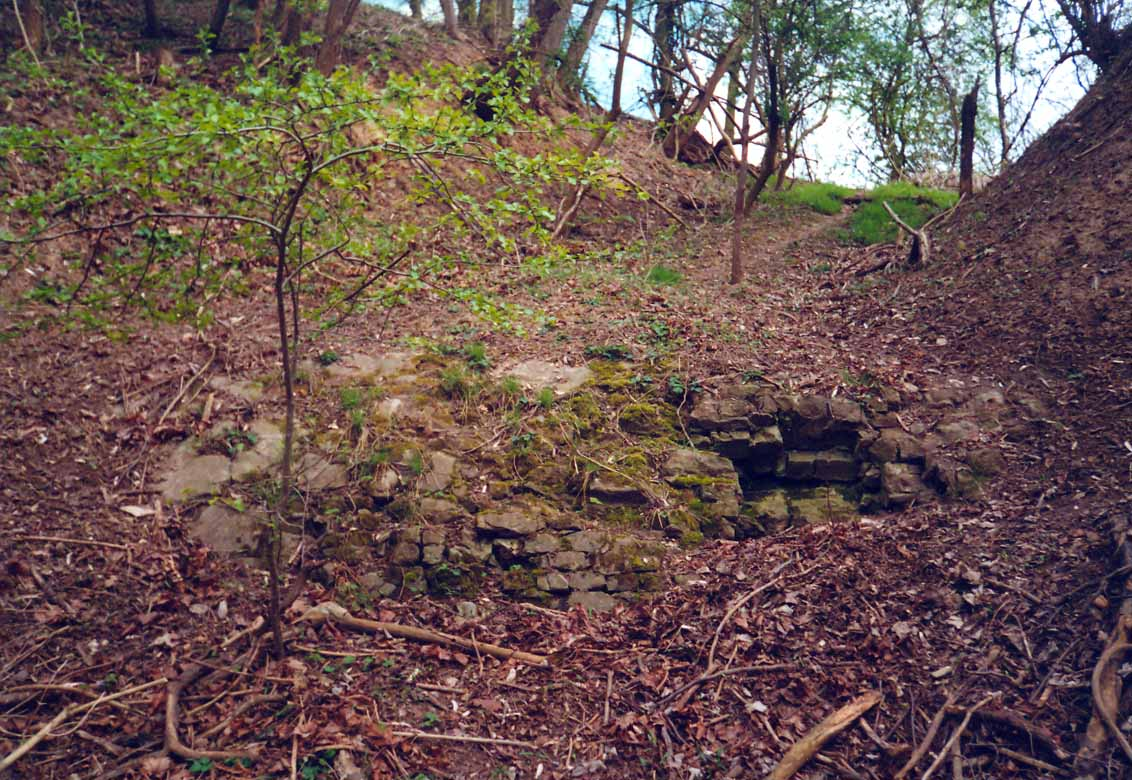
Reste des Forts

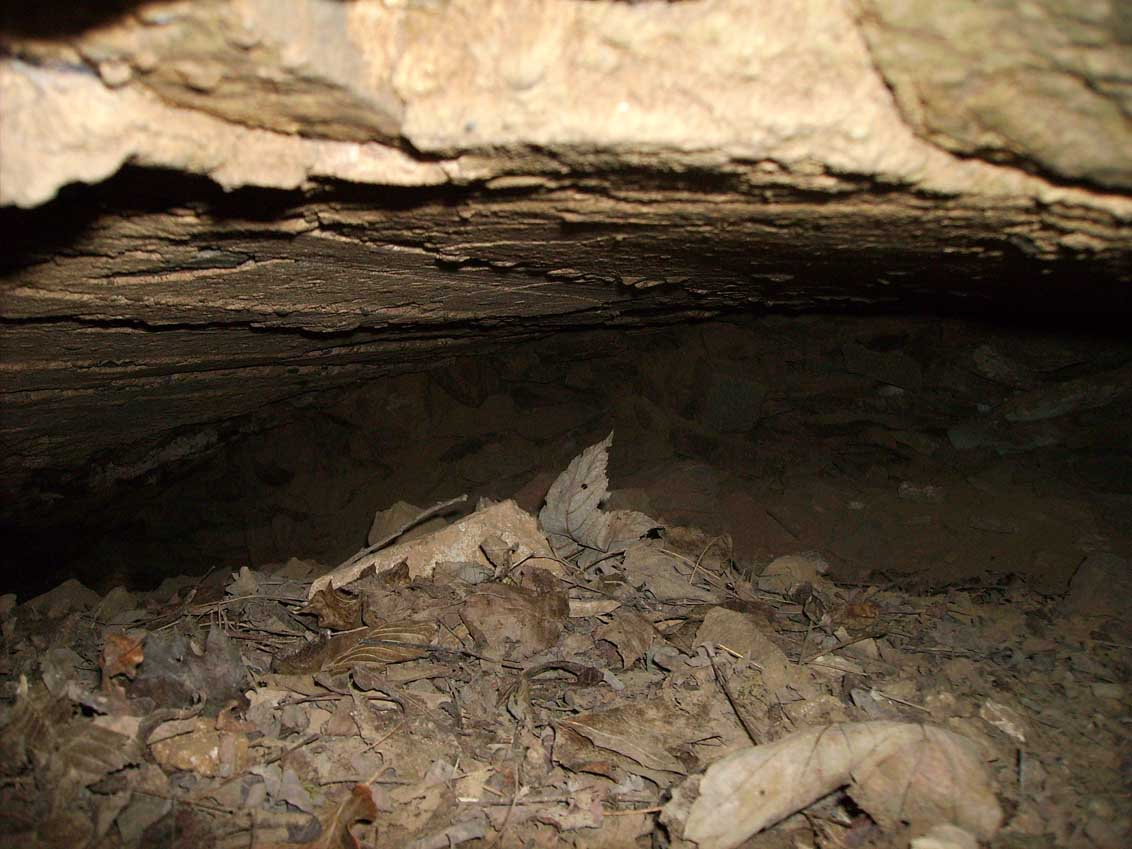
Reste des Forts

Das Fort Rheineck (ursprünglicher Name Werk Nöllenkopf) war Teil der preußischen Festung Koblenz und gehörte zum System Oberehrenbreitstein. Das 1820 angelegte Werk wurde bis 1880 zu einem Fort ausgebaut und 1927 geschleift. Von dem im heutigen Koblenzer Stadtteil Niederberg gelegenen Fort sind nur noch wenige Mauerreste übrig geblieben. Es befand sich in vorgelagerter Linie zur Festung Ehrenbreitstein auf dem gleichnamigen Berg.

## Geschichte
Die Anlage ging hervor aus einem 1820 angelegten Pulvermagazin, welches bis 1831 ständig erweitert wurde. Nach diversen Um- und Ausbauten in den 1860er und 1870er Jahren erhielt die ursprünglich Werk Nöllenkopf genannte Anlage 1880 den Namen Fort Rheineck. Das Fort war über eine Verbindungslinie, die sowohl für Geschütze als auch für Infanterie ausgelegt war, mit dem Werk Pleitenberg verbunden.
An der Errichtung des Werks Nöllenkopf waren die Ingenieur-Offiziere Julius Theodor Berggold und Friedrich Blecken von Schmeling beteiligt.
Nach dem Ersten Weltkrieg musste diese Anlage, wie auch die anderen Koblenzer Festungswerke, in Ausführung des Artikels 180 des Versailler Vertrags, entfestigt werden. Vorgesehen waren weitreichende Arbeiten wie zum Beispiel die Beseitigung der Grabenwehren, diverser Pulvermagazine und die Breschierung von Graben und Wall. Von den Zerstörungen ausgenommen blieben lediglich die Wallkasematte und der Hangar. Die Entfestigungsarbeiten an dem Fort begannen am 14. März und wurden am 30. August 1927 fertig gemeldet.
Die Freigabe des Geländes durch die französische Besatzungsarmee erfolgte zusammen mit der Arzheimer Schanze und dem Werk Pleitenberg am 11. Februar 1928. Über das Schicksal der Reste gibt es nur spärliche Hinweise. Mitte des Jahres 1933 gab es eine Initiative, die Festungsreste durch den Freiwilligen Arbeitsdienst einzuebnen. Die Arbeiter sollten in dieser Zeit in der Festung Ehrenbreitstein untergebracht werden. Schließlich erwarb die Firma Kettiger Tonwerke einen Großteil des Geländes und begann, die Reste zu beseitigen. Welche Arbeiten tatsächlich ausgeführt wurden, bleibt allerdings unklar. Dem aufmerksamen Spaziergänger können rund um das ehemalige Festungsgelände noch Mauerreste auffallen. Da der Bereich insgesamt unbebaut geblieben ist, dürften im Untergrund noch diverse Hinterlassenschaften des Werks vorhanden sein.
In den 1960er Jahren wurde das Areal noch von der Bundeswehr aus der benachbarten Fritsch-Kaserne als Panzer-Fahrschulgelände und zur infanteristischen Grundausbildung genutzt. Später wurde im Vorfeld ein Sportplatz für die Kaserne errichtet.